# 李政亮
李政亮，台湾作家，以書寫中國出名，如《中國課︰系上紅領巾的中國式青春》、《拆哪，我在这样的中国》等。其中《拆哪》一書获第36屆金鼎獎社會科學類獎項。

## 生平
李政亮2000年台灣大學碩士畢業後，申請到北京大學攻讀哲學博士。2007到2011年間擔任天津南開大學傳播系副教授，出版了《走進都會中國》與《拆哪，我在這樣的中國》。

## 評論
2013年4月9日，余杰評論李政亮《中国课：系上红领巾的中国式青春》：「李政亮发现，到台湾来寻找自由和尊严的中国年轻人如过江之鲫——比如，有以台湾独立书店甚至以转型正义进行主题旅行的中国年轻人，这些身影出现在台湾各地奋力自主经营的独立书店中接触台湾文化生态。在“二二八”事件与白色恐怖的相关纪念场所中参访，也让『文化大革命』和『六四』事件的历史该如何公开讨论与反思，成为这些旅行者心中的苦思。所以，台湾虽小，中国虽大，台湾之于中国，却如同石膏之于豆浆，手指大的一块石膏，就能让整锅的豆浆凝固成豆腐。制度与文明，永远比金钱和武器更有力量。……无疑，当更多中国青少年挣脱脖子上的红领巾的那一天，两岸的和平就有了切实的保障。」

## 家庭
李政亮之父李维铭是化学家，曾任国立交通大学教授。诺贝尔化学奖得主李远哲则是李政亮的堂伯父。

## 主要著作
- 李政亮. . 蔚藍文化. 2017. ISBN 9789869440370.
- 李政亮. . 夏日出版社. 2011. ISBN 978-986-86895-5-8.
- 李政亮. . 夏日出版社. 2009. ISBN 9789868557024.
- 李政亮. . 日出出版. 2012. ISBN 978-986-88805-0-4.
- 李政亮. . 富春文化事业股份有限公司. 1999. ISBN 978-957-0398-28-1.